# Masdevallia colossus
Masdevallia colossus är en orkidéart som beskrevs av Carlyle August Luer. Masdevallia colossus ingår i släktet Masdevallia och familjen orkidéer. Inga underarter finns listade i Catalogue of Life.